# Cheumatopsyche smithi
Cheumatopsyche smithi là một loài Trichoptera trong họ Hydropsychidae. Chúng phân bố ở miền Tân bắc.